# Conus aequiquadratus
Conus aequiquadratus é uma espécie de caracol do mar, um gastrópode marinho molusco na família Conidae, os caracóis de cone, conchas ou cones.
Este caracol é predatório e venenoso e é capaz de "picar" humanos.

## Descrição
O comprimento da casca atinge 44,2 mm.

## Distribuição
Esta espécie marinha de caracol cone ocorre ao largo de Madagascar.